# ポーニョ
ポーニョ（伊: Pogno）は、イタリア共和国ピエモンテ州ノヴァーラ県にある、人口約1,400人の基礎自治体（コムーネ）。

## 地理

### 位置・広がり
| 隣接するコムーネは以下の通り。括弧内のVBはヴェルバーノ・クジオ・オッソラ県、VCはヴェルチェッリ県所属を示す。 - ゴッツァーノ - マドンナ・デル・サッソ (VB) - サン・マウリーツィオ・ドパーリオ - ソリーゾ - ヴァルドゥッジャ (VC) |